# Pharr-Reynosa International Bridge
Il Pharr-Reynosa International Bridge è un ponte che attraversa il Rio Grande e il confine tra Stati Uniti e Messico. Collega la città di Pharr nel Texas con la città di Reynosa e la Mexican Federal Highway 2 nello stato del Tamaulipas, Messico.
Il ponte, di proprietà della città di Pharr, è aperto a veicoli commerciali e autovetture. È un importante porto di entrata negli Stati Uniti. Dal 1996, tutti i camion sono stati dirottati qui dal McAllen-Hidalgo-Reynosa International Bridge sulla parte superiore del fiume a ovest.
Con una lunghezza di 5 km (3 miglia), è il ponte internazionale più lungo che collega due paesi nel mondo.
Il ponte collega la U.S. Route 281 attraverso la Texas State Highway Spur 600. Nel 2019 è stato confermato uno stanziamento di 30 milioni di dollari per migliorare l'infrastruttura di frontiera e velocizzare il passaggio di camion dal Messico agli Stati Uniti, creando nuove aree di stoccaggio e controllo.